# 다니모토 게이스케
다니모토 게이스케(일본어: 谷元圭介, 1985년 1월 28일 ~ )는 일본의 야구 선수이자, 현 센트럴 리그 주니치 드래곤스의 소속 선수(투수)이다.